# Жозе Витор
Жозе́ Ви́тор Родри́гес да Си́лва дос Са́нтос (порт.-браз. José Vitor Rodrigues da Silva dos Santos; род. 28 апреля 1998, Илья-ди-Итамарака, Пернамбуку), более известный, как Пернамбу́ко (порт.-браз. Pernambuco) — бразильский футболист, нападающий венгерского клуба «Диошдьёр».

## Биография
Родился в Илья-ди-Итамараке. Воспитанник бразильского клуба «Португеза Деспортос», в молодежной академии которого занимался до 2018 года. После этого был переведен в первую команду, в чемпионате Бразилии не сыграл ни одного поединка. Вместо этого дважды выходил на поле со скамьи для запасных в поединках Лиги Паулиста A2. Также короткий период времени выступал в одном из низших дивизионов Лиги Паулиста за «Жагуариуну» из одноименного города (1 поединок).
22 февраля 2019 подписал 5-летний контракт с ФК «Львов». Дебютировал в футболке «горожан» 23 февраля 2019 года в проигранном (0:1) домашнем поединке 19-го тура Премьер-лиги против одесского «Черноморца». Пернамбуко вышел на поле на 60-й минуте, заменив Кауэ.

## Достижения

#### Динамо (Тбилиси)[5]
- Чемпионат Грузии: 2020

#### Будё-Глимт
- Чемпионат Норвегии: 2021